# 韩芝俊
韩芝俊（1930年2月21日—），山西五台人，中国共产党前中央委员会主席、国务院总理华国锋的妻子，其父韩七海曾任五台县游击队长。1949年1月，时任中共晋中第一地区委员会宣传部长的华国锋与韩芝俊结婚。曾担任湖南湘潭地委干部。

## 子女
- 长子：苏华，空军某部的一位将军，已退休。
- 次子：苏斌，毕业于中国人民解放军国防大学，近十年来主要从事房地产开发、股权投资和企业收购兼并。2005年至2009年任中国煤炭暨焦炭投资基金联席主席；2007年起任香港能源矿产联合会的名誉主席。2011年，担任金山能源非执行董事[3]。
- 长女：苏玲，曾在長沙工學院電子工程系讀大學，在民航总局空中交通管理局任党委常委、工会主席，2008年任全国政协委员[4]。
- 次女：苏莉，國務院機關事務管理局局级幹部，担任过其父亲的生活秘书。
- 長孫女：蘇佳樂Stephanie, 出生於北京301醫院。曾就讀於北京市北海幼兒園和北京第二實驗小學, 中學就讀於北京景山學校; 北京交通大學本科，牛津大學碩博連讀，亦持有長江商学院EMBA學位，任職於中國國際金融股份有限公司。[來源請求]